# Psyllaephagus acaciae
Psyllaephagus acaciae är en stekelart som beskrevs av John S. Noyes 1988. Psyllaephagus acaciae ingår i släktet Psyllaephagus och familjen sköldlussteklar. Inga underarter finns listade i Catalogue of Life.